# Jeżyce (dzielnica Poznania 1954–1990)
Jeżyce – dawna dzielnica administracyjna Poznania od 1954 do 1990 roku, obejmująca północno-zachodnią część miasta.
Po 1990 roku dzielnice zostały zlikwidowane, jednak Urząd Miasta Poznania przydzielił ich dawne obszary do swoich pięciu delegatur, w których znajdowało się część instytucji gminnych. Granice dawnych dzielnic zostały wykorzystane w celu organizacji pracy urzędu miasta. Delegatura UM Poznań-Jeżyce znajdowała się przy ul. Słowackiego 22.
Pod koniec funkcjonowania dzielnica Jeżyce obejmowała obszar o powierzchni 55,12 km², co stanowiło 21,09% powierzchni Poznania.
W obszarze dawnej dzielnicy 31 grudnia 2011 roku zamieszkiwało 81 153 osób.

## Położenie
W 1954 r. dzielnica obejmowała powierzchnię 48,70 km², natomiast pod koniec funkcjonowania 55,12 km².
Główną częścią Jeżyc jest Rynek Jeżycki. Granice dzielnicy wytyczały następujące ulice (patrząc od północy): Obornicka, Lechicka, Piątkowska, Księcia Mieszka I, Kazimierza Pułaskiego, Franklina Delano Roosevelta i Bukowska.
W skład tej administracyjnej dzielnicy wchodziły mniejsze, będące niegdyś osobnymi osadami, zwyczajowo również nazywane dzielnicami:
- Jeżyce
- Sołacz
- Bonin
- Winiary (część)
- Ogrody
- Podolany
- Wola
- Ławica (część)
- Golęcin
- Smochowice
- Krzyżowniki
- Strzeszyn
- Strzeszynek
- Kiekrz

Obecnie Jeżyce pełnią głównie funkcję mieszkalną i rekreacyjną. Występują tu osiedla o zabudowie wielorodzinnej (Bonin i Winiary – północno-wschodnia i wschodnia część dzielnicy), zwarte obszary zabudowane XIX-wiecznymi kamienicami (Jeżyce "w wąskim znaczeniu" – południowo-wschodnia część dzielnicy) oraz zabudowa jednorodzinna w północno-wschodniej części dzielnicy. W części południowo-zachodniej dominują tereny zielone, w tym lasy komunalne (golęciński klin zieleni) oraz port lotniczy Poznań-Ławica i koszary Wojska Polskiego. 
Główną ulicą dzielnicy jest ul. Dąbrowskiego (8,5 km – najdłuższa ulica Poznania), która wraz z ul. Lutycką stanowi obwodnicę miasta dla jadących drogą krajową nr 2 wschód-zachód. Drugą arterią komunikacyjną jest ul. Niestachowska (część II ramy komunikacyjnej miasta) przedłużająca się w ul. Obornicką (droga krajowa nr 11 w kierunku na Piłę).
Na terenie Jeżyc znajdują się również duże zbiorniki wodne – Jezioro Kierskie, Jezioro Strzeszyńskie i Rusałka.

## Historia
W 1954 r. Prezydium Rządu utworzyło dużą dzielnicę Jeżyce, jako jedną z pięciu. W 1984 roku podział na 5 dzielnic Poznania ponowiła Rada Ministrów w granicach wyznaczonych przez Wojewódzką Radę Narodową w Poznaniu.
1 stycznia 1987 zmieniono granice miasta i do dzielnicy przyłączono obszar wsi Wielkie i Kiekrz.